# Westhafen (metropolitana di Berlino)
La stazione di Westhafen è una stazione della metropolitana di Berlino, sulla linea U9.

## Interscambi
- Stazione ferroviaria (Westhafen)[1]
- Fermata autobus